# Doktor Quinn
Doktor Quinn (oryginalny tytuł ang. Dr. Quinn, Medicine Woman) – amerykański serial telewizyjny (western), nakręcony w latach 1993–1998, którego akcja rozgrywa się po 1867 r., po zakończeniu wojny secesyjnej. Opowiada o przygodach młodej lekarki z Bostonu, która zdecydowała się przeprowadzić na Dziki Zachód, by otworzyć własną praktykę w miasteczku Colorado Springs w stanie Kolorado.
Serial oprócz wątku obyczajowo-przygodowego, porusza liczne tematy społeczne, jak alkoholizm, narkomania, rasizm, równouprawnienie, tolerancja. Choć zdecydowanie dominują w nim postacie i wydarzenia fikcyjne, pojawiają się też te autentyczne lub wyraźnie do nich nawiązujące. Dalszoplanowymi bohaterami są więc generał George Custer i indiański wódz Czarny Kocioł. Jeden z odcinków trzeciego sezonu z kolei opowiada o masakrze nad Washita River, choć umiejscawia ją w innym miejscu i czasie historycznym. Walka o prawa Indian jest jednym z najważniejszych wątków pobocznych, przewijającym się przez cały serial.
Serial powstawał przez sześć sezonów – w sumie nakręcono 150 odcinków, a w 1999 r. i 2001 r. dodatkowo dwa filmy telewizyjne. Większość zdjęć powstała na ranczu filmowym Paramount Movie Ranch.
Druga część jego anglojęzycznego tytułu Medicine Woman, wbrew częstemu tłumaczeniu, nie oznacza kobiety-lekarza (ang. female doctor), lecz uzdrowicielkę, szamankę i pochodzi z języków Indian. Imię takie nadaje Michaeli w odcinku pilotowym Czarny Kocioł po tym, jak kuruje go ona potajemnie w swojej stodole.
Polska premiera serialu odbyła się 11 grudnia 1994.

## Obsada

### Role główne
- Jane Seymour jako dr. Michaela Quinn - wszystkie 149 odcinków
- Joe Lando jako Byron Sully - wszystkie 149 odcinków
- Chad Allen jako Matthew Cooper - wszystkie 149 odcinków
- Shawn Toovey jako Brian Cooper - wszystkie 149 odcinków
- Orson Bean jako Loren Bray: 148 odcinków
- Jim Knobeloch jako Jake Slicker: 131 odcinków
- William Shockley jako Hank Lawson: 123 odcinki
- Frank Collison jako Horace Bing: 121 odcinków
- Geoffrey Lower jako pastor Timothy Johnson: 115 odcinków
- Henry G. Sanders jako Robert E.: 110 odcinków
- Jonelle Allen jako Grace: 109 odcinków
- Barbara Babcock jako Dorothy Jennings (sezon 2-6): 101 odcinków
- Larry Sellers jako Tańcząca Chmura: 77 odcinków
- Helene Udy jako Myra Bing (sezon 1-4): 76 odcinków
- J. Leland Adams jako Preston A. Lodge III (sezon 4-6): 61 odcinków
- Erika Flores jako Colleen Cooper (sezon 1-3): 61 odcinków
- Jessica Bowman jako Colleen Cooper Cook (sezon 3-6): 88 odcinków

### Role pozostałe (wybrane)
- Brandon Douglas jako Dr. Andrew Cook (sezon 4-6): 39 odcinków
- Jennifer Youngs jako Ingrid (sezon 1-3): 24 odcinki
- Haylie Johnson jako Becky Bonner: 19 odcinków
- John Schneider jako Daniel Simon (sezon 6): 16 odcinków
- Alley Mills jako Marjorie Quinn (sezon 2-6): 13 odcinków
- Alex Meneses jako Teresa Morales Slicker (sezon 6): 12 odcinków
- Georgann Johnson jako Elizabeth Quinn (sezon 2-6): 10 odcinków
- Elinor Donahue jako Rebecca Quinn Dickinson (sezon 2-6): 10 odcinków
- Michelle Bonilla jako Teresa Morales (sezon 5): 8 odcinków

W serialu wystąpili w mniejszych rolach i epizodach znani piosenkarze country: Johnny Cash jako Kid Cole (4 odcinki, sezony 1-5), Willie Nelson jako szeryf Elias Burch (2 odcinki, sezony 5-6), Kenny Rogers jako Daniel Watkins (1 odcinek, sezon 1). Oprócz nich w epizodach wystąpili m.in.: Diane Ladd (4 odcinki), Casper Van Dien (2 odcinki), Leland Orser (2 odcinki), Robert Culp (1 odcinek), Colm Meaney (1 odcinek), Fionnula Flanagan (1 odcinek), Dan Lauria (1 odcinek), David Carradine (1 odcinek), David Ogden Stiers (1 odcinek).

## Lista odcinków

### Seria 1 (1993)
| Nr odcinka | Tytuł oryginalny                 | Tytuł polski                      | Data emisji (CBS) | Data emisji (TVP1) |
| ---------- | -------------------------------- | --------------------------------- | ----------------- | ------------------ |
| 1          | Pilot, part 1                    | Pilot, część 1                    | 01.01.1993        | 11.12.1994         |
| 2          | Pilot, part 2                    | Pilot, część 2                    | 01.01.1993        | 18.12.1994         |
| 3          | Epidemic                         | Epidemia                          | 02.01.1993        | 01.01.1995         |
| 4          | The Visitor                      | Gość                              | 09.01.1993        | 08.01.1995         |
| 5          | Law of the Land                  | Prawo ziemi                       | 16.01.1993        | 15.01.1995         |
| 6          | The Healing                      | Gorzkie lekarstwo                 | 23.01.1993        | 22.01.1995         |
| 7          | Father's Day                     | Dzień Ojca                        | 30.01.1993        | 29.01.1995         |
| 8          | Bad Water                        | Zła woda                          | 06.02.1993        | 05.02.1995         |
| 9          | The Great American Medicine Show | Wielki Amerykański Pokaz Medyczny | 13.02.1993        | 12.02.1995         |
| 10         | A Cowboy's Lullaby               | Kowbojska kołysanka               | 20.02.1993        | 19.02.1995         |
| 11         | Running Ghost                    | Uciekający duch                   | 27.02.1993        | 26.02.1995         |
| 12         | The Prisoner                     | Więzień                           | 13.03.1993        | 05.03.1995         |
| 13         | Happy Birthday                   | Urodziny                          | 27.03.1993        | 12.03.1995         |
| 14         | Rite of Passage                  | Obrządek przejścia                | 10.04.1993        | 19.03.1995         |
| 15         | Heroes                           | Bohaterzy                         | 01.05.1993        | 26.03.1995         |
| 16         | The Operation                    | Operacja                          | 08.05.1993        | 02.04.1995         |
| 17         | The Secret                       | Tajemnica                         | 15.05.1993        | 09.04.1995         |
| 18         | Portraits                        | Portrety                          | 22.05.1993        | 23.04.1995         |

### Seria 2 (1993-1994)
| Nr odcinka | Tytuł oryginalny               | Tytuł polski                          | Data emisji (CBS) | Data emisji (TVP1) |
| ---------- | ------------------------------ | ------------------------------------- | ----------------- | ------------------ |
| 1 (19)     | The Race                       | Wyścig                                | 25.09.1993        | 30.04.1995         |
| 2 (20)     | Sanctuary                      | Azyl                                  | 02.10.1993        | 07.05.1995         |
| 3 (21)     | Halloween                      | Halloween                             | 30.10.1993        | 14.05.1995         |
| 4 (22)     | The Incident                   | Incydent                              | 06.11.1993        | 21.05.1995         |
| 5 (23)     | Saving Souls                   | Uratowane dusze                       | 13.11.1993        | 28.05.1995         |
| 6 (24)     | Where the Heart Is, Part 1     | Gdzie jest serce, część 1             | 20.11.1993        | 04.06.1995         |
| 7 (25)     | Where the Heart Is, Part 2     | Gdzie jest serce, część 2             | 20.11.1993        | 11.06.1995         |
| 8 (26)     | Giving Thanks                  | Podziękowanie                         | 27.11.1993        | 18.06.1995         |
| 9 (27)     | Best Friends                   | Najlepszy przyjaciel                  | 04.12.1993        | 25.06.1995         |
| 10 (28)    | Sully's Choice                 | Wybór Sully'ego                       | 11.12.1993        | 02.07.1995         |
| 11 (29)    | Mike's Dream: A Christmas Tale | Życzenie Michaeli: Opowieść wigilijna | 18.12.1993        | 09.07.1995         |
| 12 (30)    | Crossing the Line              | Przekraczając linię                   | 01.01.1994        | 16.07.1995         |
| 13 (31)    | The Offering                   | Oferta                                | 08.01.1994        | 23.07.1995         |
| 14 (32)    | The Circus                     | Cyrk                                  | 15.01.1994        | 30.07.1995         |
| 15 (33)    | Another Woman                  | Inna kobieta                          | 22.01.1994        | 06.08.1995         |
| 16 (34)    | Orphan Train                   | Sieroty                               | 29.01.1994        | 13.08.1995         |
| 17 (35)    | Buffalo Soldiers               | Buffalo Soldiers                      | 05.02.1994        | 20.08.1995         |
| 18 (36)    | Luck of the Draw               | Przyciągając szczęścię                | 05.03.1994        | 27.08.1995         |
| 19 (37)    | Life and Death                 | Życie i śmierć                        | 12.03.1994        | 03.09.1995         |
| 20 (38)    | The First Circle               | Pierwszy krąg                         | 26.03.1994        | 10.09.1995         |
| 21 (39)    | Just One Lullaby               | Jeszcze jedna kołysanka               | 09.04.1994        | 17.09.1995         |
| 22 (40)    | The Abduction, Part 1          | Porwanie, część 1                     | 30.04.1994        | 24.09.1995         |
| 23 (41)    | The Abduction, Part 2          | Porwanie, część 2                     | 30.04.1994        | 01.10.1995         |
| 24 (42)    | The Campaign                   | Kampania                              | 07.05.1994        | 08.10.1995         |
| 25 (43)    | The Man in the Moon            | Człowiek na księżycu                  | 14.05.1994        | 15.10.1995         |
| 26 (44)    | Return Engagement, Part 1      | Powrót narzeczonego, część 1          | 21.05.1994        | 22.10.1995         |
| 27 (45)    | Return Engagement, Part 2      | Powrót narzeczonego, część 2          | 21.05.1994        | 29.10.1995         |

### Seria 3 (1994-1995)
| Nr odcinka | Tytuł oryginalny                 | Tytuł polski                                | Data emisji (CBS) | Data emisji (TVP1) |
| ---------- | -------------------------------- | ------------------------------------------- | ----------------- | ------------------ |
| 1 (46)     | The Train                        | Pociąg                                      | 24.09.1994        | 05.11.1995         |
| 2 (47)     | Fathers and Sons                 | Ojcowie i synowie                           | 01.10.1994        | 12.11.1995         |
| 3 (48)     | Cattle Drive, Part 1             | Spęd bydła, część 1                         | 08.10.1994        | 19.11.1995         |
| 4 (49)     | Cattle Drive, Part 2             | Spęd bydła, część 2                         | 15.10.1994        | 26.11.1995         |
| 5 (50)     | The Library                      | Biblioteka                                  | 22.10.1994        | 03.12.1995         |
| 6 (51)     | Halloween II                     | Halloween II                                | 29.10.1994        | 10.12.1995         |
| 7 (52)     | The Washington Affair, Part 1    | Sprawa Waszyngtońska, część 1               | 05.11.1994        | 17.12.1995         |
| 8 (53)     | The Washington Affair, Part 2    | Sprawa Waszyngtońska, część 2               | 05.11.1994        | 31.12.1995         |
| 9 (54)     | Money Trouble                    | Pieniężne zmartwienia                       | 12.11.1994        | 07.01.1996         |
| 10 (55)    | Thanksgiving                     | Dziękczynienie                              | 19.11.1994        | 14.01.1996         |
| 11 (56)    | Ladies' Night, Part 1            | Noc pań, część 1                            | 26.11.1994        | 21.01.1996         |
| 12 (57)    | Ladies' Night, Part 2            | Noc pań, część 2                            | 03.12.1994        | 28.01.1996         |
| 13 (58)    | A First Christmas                | Pierwsza gwiazdka                           | 10.12.1994        | 04.02.1996         |
| 14 (59)    | Indian Agent                     | Indiański agent                             | 07.01.1995        | 11.02.1996         |
| 15 (60)    | The End of the World             | Koniec świata                               | 14.01.1995        | 18.02.1996         |
| 16 (61)    | Pike's Peace                     | Spokój na szczycie góry Pike                | 28.01.1995        | 25.02.1996         |
| 17 (62)    | Cooper vs. Quinn, Part 1         | Cooper kontra Quinn, część 1                | 04.02.1995        | 03.03.1996         |
| 18 (63)    | Cooper vs. Quinn, Part 2         | Cooper kontra Quinn, część 2                | 04.02.1995        | 10.03.1996         |
| 19 (64)    | What Is Love?                    | Czym jest miłość?                           | 11.02.1995        | 17.03.1996         |
| 20 (65)    | Things My Father Never Taught Me | Rzeczy, których mój ojciec nigdy mi nie dał | 18.02.1995        | 24.03.1996         |
| 21 (66)    | Baby Outlaws                     | Dziecko poza prawem                         | 25.02.1995        | 31.03.1996         |
| 22 (67)    | Bone of Contention               | Kości                                       | 11.03.1995        | 07.04.1996         |
| 23 (68)    | Permanence of Change             | Zapowiedzi zmian                            | 08.04.1995        | 14.04.1996         |
| 24 (69)    | Washita, Part 1                  | Washita, część 1                            | 29.04.1995        | 21.04.1996         |
| 25 (70)    | Washita, Part 2                  | Washita, część 2                            | 29.04.1995        | 28.04.1996         |
| 26 (71)    | Sully's Recovery                 | Rezygnacja Sully'ego                        | 06.05.1995        | 05.05.1996         |
| 27 (72)    | Ready or Not                     | Gotowi lub nie                              | 13.05.1995        | 12.05.1996         |
| 28 (73)    | Fot Better or Worse, Part 1      | Na dobre i na złe, część 1                  | 20.05.1995        | 19.05.1996         |
| 29 (74)    | For Better or Worse, Part 2      | Na dobre i na złe, część 2                  | 20.05.1995        | 26.05.1996         |

### Seria 4 (1995-1996)
| Nr odcinka | Tytuł oryginalny             | Tytuł polski                     | Data emisji (CBS) | Data emisji (TVP1) |
| ---------- | ---------------------------- | -------------------------------- | ----------------- | ------------------ |
| 1 (75)     | A New Life                   | Nowe życie                       | 23.09.1995        | 02.06.1996         |
| 2 (76)     | Traveling All-Stars          | Podrózujące gwiazdy              | 30.09.1995        | 09.06.1996         |
| 3 (77)     | Mothers and Daughters        | Matki i córki                    | 07.10.1995        | 16.06.1996         |
| 4 (78)     | Brother's Keeper             | Braterski obrońca                | 14.10.1995        | 23.06.1996         |
| 5 (79)     | Halloween III                | Halloween III                    | 28.10.1995        | 30.06.1996         |
| 6 (80)     | Dorothy's Book               | Książka Dorothy                  | 04.11.1995        | 07.07.1996         |
| 7 (81)     | Promises, Promises           | Obietnica, obietnica             | 11.11.1995        | 14.07.1996         |
| 8 (82)     | The Expedition, Part 1       | Ekspedycja, część 1              | 18.11.1995        | 21.07.1996         |
| 9 (83)     | The Expedition, Part 2       | Ekspedycja, część 2              | 18.11.1995        | 28.07.1996         |
| 10 (84)    | One Touch of Nature          | Dotyk natury                     | 25.11.1995        | 04.08.1996         |
| 11 (85)    | Hell on Wheels               | Krąg piekielny                   | 09.12.1995        | 11.08.1996         |
| 12 (86)    | Fifi's First Christmas       | Pierwsza gwiazdka Fifi           | 16.12.1995        | 18.08.1996         |
| 13 (87)    | Change of Heart              | Zmiany sercowe                   | 06.01.1996        | 25.08.1996         |
| 14 (88)    | Tin Star                     | Gwiazda szeryfa                  | 13.01.1996        | 01.09.1996         |
| 15 (89)    | If You Love Someone...       | Kiedy kochasz kogoś              | 20.01.1996        | 08.09.1996         |
| 16 (90)    | The Ice Man Cometh           | Oszuści                          | 27.01.1996        | 15.09.1996         |
| 17 (91)    | Dead or Alive, Part 1        | Martwy lub żywy, część 1         | 03.02.1996        | 22.09.1996         |
| 18 (92)    | Dead or Alive, Part 2        | Martwy lub żywy, część 2         | 10.02.1996        | 29.09.1996         |
| 19 (93)    | Deal with the Devil          | Umowa z diabłem                  | 17.02.1996        | 06.10.1996         |
| 20 (94)    | An Eye for an Eye            | Oko za oko                       | 24.02.1996        | 13.10.1996         |
| 21 (95)    | Hearts and Minds             | Serca i umysły                   | 09.03.1996        | 20.10.1996         |
| 22 (96)    | Reunion                      | Spotkanie po latach              | 23.03.1996        | 27.10.1996         |
| 23 (97)    | Woman of the Year            | Kobieta roku                     | 06.04.1996        | 03.11.1996         |
| 24 (98)    | Last Chance                  | Ostatnia szansa                  | 13.04.1996        | 10.11.1996         |
| 25 (99)    | Fear Itself                  | Strach sam w sobie               | 27.04.1996        | 17.11.1996         |
| 26 (100)   | One Nation                   | Jedno plemię                     | 04.05.1996        | 24.11.1996         |
| 27 (101)   | When a Child Is Born, Part 1 | Kiedy rodzi się dziecko, część 1 | 11.05.1996        | 01.12.1996         |
| 28 (102)   | When a Child Is Born, Part 2 | Kiedy rodzi się dziecko, część 2 | 18.05.1996        | 08.12.1996         |

### Seria 5 (1996-1997)
| Nr odcinka | Tytuł oryginalny                        | Tytuł polski                   | Data emisji (CBS) | Data emisji (TVP1) |
| ---------- | --------------------------------------- | ------------------------------ | ----------------- | ------------------ |
| 1 (103)    | Runaway Train                           | Uciekający pociąg              | 21.09.1996        | 15.12.1996         |
| 2 (104)    | Having It All                           | Mieć to wszystko               | 28.09.1996        | 22.12.1996         |
| 3 (105)    | Malpractice                             | Zaniedbanie obowiązków         | 05.10.1996        | 29.12.1996         |
| 4 (106)    | All That Glitters...                    | Cały ten blask                 | 12.10.1996        | 05.01.1997         |
| 5 (107)    | Los Americanos                          | Los Americanos                 | 19.10.1996        | 12.01.1997         |
| 6 (108)    | Last Dance                              | Ostatni taniec                 | 26.10.1996        | 19.01.1997         |
| 7 (109)    | Right or Wrong                          | Dobrze czy źle                 | 02.11.1996        | 26.01.1997         |
| 8 (110)    | Remember Me                             | Pamiętasz mnie                 | 09.11.1996        | 02.02.1997         |
| 9 (111)    | Legend                                  | Legenda                        | 16.11.1996        | 09.02.1997         |
| 10 (112)   | The Tempest                             | Burza                          | 23.11.1996        | 16.02.1997         |
| 11 (113)   | Separate but Equal                      | Oddzielny ale równy            | 07.12.1996        | 23.02.1997         |
| 12 (114)   | A Place to Die                          | Miejsce śmierci                | 14.12.1996        | 02.03.1997         |
| 13 (115)   | Season of Miracles                      | Sezon cudów                    | 21.12.1996        | 09.03.1997         |
| 14 (116)   | The Dam                                 | Zapora                         | 11.01.1997        | 16.03.1997         |
| 15 (117)   | Farewell Appearance                     | Pożegnalne wystąpienie         | 25.01.1997        | 23.03.1997         |
| 16 (118)   | The Most Fatal Disease                  | Najbardziej fatalna choroba    | 01.02.1997        | 30.03.1997         |
| 17 (119)   | Colleen's Paper                         | Wypracowanie Colleen           | 08.02.1997        | 06.04.1997         |
| 18 (120)   | Between Friends/A House Divided, Part 1 | Pomiędzy przyjaciółmi, część 1 | 15.02.1997        | 13.04.1997         |
| 19 (121)   | Between Friends/A House Divided, Part 2 | Pomiędzy przyjaciółmi, część 2 | 15.02.1997        | 20.04.1997         |
| 20 (122)   | Hostage                                 | Zakładnik                      | 22.02.1997        | 27.04.1997         |
| 21 (123)   | The Body Electric                       | Elektryczne ciało              | 05.04.1997        | 04.05.1997         |
| 22 (124)   | Before the Dawn                         | Przed upadkiem                 | 12.04.1997        | 11.05.1997         |
| 23 (125)   | Starting Over                           | Nowy początek                  | 26.04.1997        | 18.05.1997         |
| 24 (126)   | His Father's Son                        | Syn ojca                       | 03.05.1997        | 25.05.1997         |
| 25 (127)   | Moment of Truth, Part 1                 | Moment prawdy, część 1         | 10.05.1997        | 01.06.1997         |
| 26 (128)   | Moment of Truth, Part 2                 | Moment prawdy, część 2         | 17.05.1997        | 08.06.1997         |

### Seria 6 (1997-1998)
| Nr odcinka | Tytuł oryginalny       | Tytuł polski                  | Data emisji (CBS) | Data emisji (TVP1) |
| ---------- | ---------------------- | ----------------------------- | ----------------- | ------------------ |
| 1 (129)    | Reason to Believe      | Powody aby wierzyć            | 27.09.1997        | 04.01.1998         |
| 2 (130)    | All That Matters       | Wszystkie sprawy              | 04.10.1997        | 01.02.1998         |
| 3 (131)    | A Matter of Conscience | Sprawa sumienia               | 11.10.1997        | 08.02.1998         |
| 4 (132)    | The Comfort of Friends | Komfort posiadania przyjaciół | 18.10.1997        | 15.02.1998         |
| 5 (133)    | Wave Goodbye           | Fala pożegnań                 | 25.10.1997        | 22.02.1998         |
| 6 (134)    | A Place Called Home    | Miejsce zwane domem           | 01.11.1997        | 01.03.1998         |
| 7 (135)    | Lead Me Not            | Nie prowadź mnie              | 08.11.1997        | 08.03.1998         |
| 8 (136)    | A Time to Heal, Part 1 | Czas leczenia, część 1        | 15.11.1997        | 15.03.1998         |
| 9 (137)    | A Time to Heal, Part 2 | Czas leczenia, część 2        | 22.11.1997        | 22.03.1998         |
| 10 (138)   | Civil Wars             | Cywilna wojna                 | 06.12.1997        | 29.03.1998         |
| 11 (139)   | Safe Passage           | Bezpieczny przejazd           | 12.12.1997        | 05.04.1998         |
| 12 (140)   | Homecoming             | Powrót do domu                | 20.12.1997        | 12.04.1998         |
| 13 (141)   | Point Blank            | Czarny punkt                  | 28.02.1998        | 19.04.1998         |
| 14 (142)   | Seeds of Doubt         | Rozsiane wątpliwości          | 07.03.1998        | 03.05.1998         |
| 15 (143)   | Seven Kinds of Lonely  | Siedem odmian samotności      | 21.03.1998        | 10.05.1998         |
| 16 (144)   | Life in the Balance    | Życie z ciężarem              | 04.04.1998        | 17.05.1998         |
| 17 (145)   | Happily Ever After     | Długo i szczęśliwie           | 11.04.1998        | 24.05.1998         |
| 18 (146)   | Birdman                | Mężczyzna ptak                | 18.04.1998        | 31.05.1998         |
| 19 (147)   | Legend II: Vengeance   | Zemsta                        | 25.04.1998        | 07.06.1998         |
| 20 (148)   | To Have and to Hold    | Mieć i zatrzymać              | 02.05.1998        | 14.06.1998         |
| 21 (149)   | The Fight              | Walka                         | 09.05.1998        | 21.06.1998         |
| 22 (150)   | A New Beginning        | Nowy początek                 | 16.05.1998        | 28.06.1998         |

## Nawiązania i kontynuacje
Po zakończeniu w 1998 r. prac nad serialem powstały dwa sequele, w postaci filmów telewizyjnych Doktor Quinn (1999) oraz Doktor Quinn: Serce na dłoni (2001).
W 1997 r. planowano natomiast nakręcenie spin-offu, zatytułowanego California, koncentrującego się na losach właściciela saloonu – Hanka Lawsona (William Shockley). Pojawiać się w nim mieli również inni bohaterowie oryginalnego serialu. Nie jest jasne ile materiału faktycznie powstało i czy został kiedykolwiek oficjalnie wyemitowany. W sieci dostępny jest odcinek pilotowy.

## Wydania

### DVD
W latach 2003–2006 oraz 2009 (całość) wszystkie odcinki ukazały się na płytach DVD. W polskiej wersji językowej serial nie został w tej formie wydany.

### Książki
Na podstawie serialu powstało kilkanaście książek; z czego pięć, autorstwa Dorothy Laudan, w 1997 r. wydało w Polsce wydawnictwo Egmont Polska.

## Linki zewnętrzne

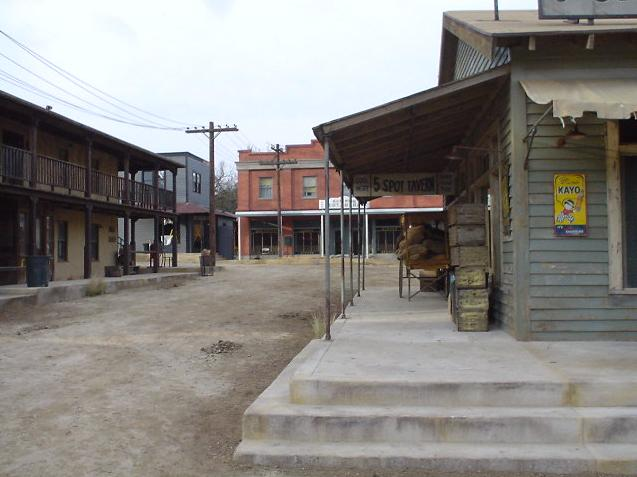
Serialowe Colorado Springs, czyli ranczo filmowe Paramount